# Mădălina Ion
Mădălina Ion (n. 23 februarie 1996, în București) este o handbalistă din România care joacă pentru echipa SCM Gloria Buzău. Anterior, Ion a evoluat la echipa a doua a clubului CSM București, apoi a fost împrumutată trei ani la HCM Slobozia iar din 2018 a evoluat pentru prima echipă a clubului bucureștean. În sezonul 2020-2021 ea a jucat pentru „U” Cluj Din 2021 până în 2024 a evoluat pentru CS Dacia Mioveni 2012.
Mădălina Ion a început să joace handbal la echipele pentru copii ale Rapid București. În 2012, ea a fost selectată la echipa națională a României pentru categoria de vârstă U17. În 2014, handbalista a fost componentă a echipei de junioare a României care a câștigat medalia de aur la Campionatul Mondial din Macedonia, iar cu echipa națională de tineret a României a obținut medalia de bronz la Campionatul Mondial din 2016.

## Palmares
- Campionatul Mondial pentru Junioare:
  -  Medalie de aur: 2014

- Campionatul Mondial pentru Tineret:
  -  Medalie de bronz: 2016

- Liga Campionilor:
  - Sfertfinalistă: 2019

- Liga Națională:
  -  Medalie de argint: 2019

- Cupa României:
  -  Câștigătoare: 2019

- Supercupa României:
  -  Câștigătoare: 2019
  -  Finalistă: 2018